# Carlota Frederica da Prússia
Frederica Luísa Guilhermina Mariana Carlota da Prússia (em alemão: Friederike Luise Wilhelmine Marianne Charlotte von Preußen; Berlim, 21 de junho de 1831 - Meiningen, 30 de março de 1855) foi a filha mais velha do príncipe Alberto da Prússia e da sua esposa, a princesa Mariana dos Países Baixos. Morreu antes do seu marido Jorge suceder como duque de Saxe-Meiningen, por isso foi apenas Princesa-herdeira do ducado.

## Família e primeiros anos

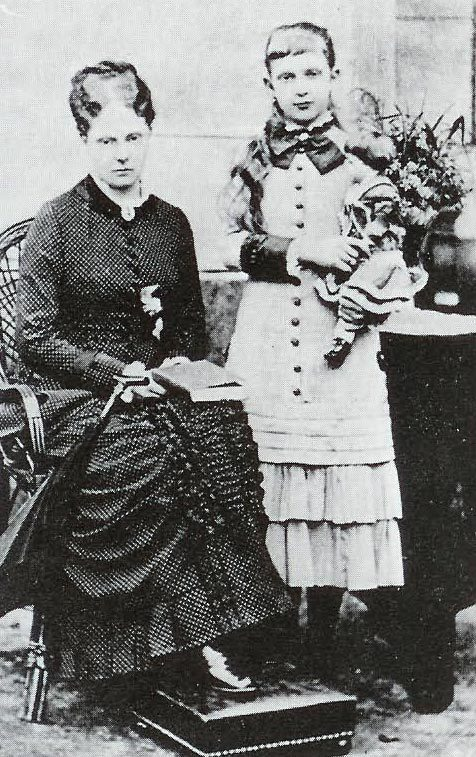
Carlota com a sua irmã mais nova, Alexandrina.

O pai de Carlota, Alberto, era filho do rei Frederico Guilherme III da Prússia e da princesa Luísa de Mecklemburgo-Strelitz. A sua mãe Mariana era filha do rei Guilherme I dos Países Baixos e da princesa Guilhermina da Prússia. Carlota era irmã do príncipe Alberto da Prússia, um general prussiano e depois regente do ducado de Brunswick.
Os seus pais divorciaram-se em 1848 e a custódia foi entregue ao seu pai. Na pratica foi a sua tia sem filhos, a rainha Isabel Ludovica, esposa do rei Frederico Guilherme IV da Prússia, que cuidou de Carlota e dos seus irmãos.

### Música
Carlota tinha talento para a música, sendo ensinada por pessoas como Wilhelm Taubert, Theodor Kullak, e Julius Stern quando era nova. A sua filha, a princesa Maria Isabel, viria a herdar este interesse.

## Casamento
Quando era solteira, Carlota era muito procurada para um casamento devido à sua fortuna holandesa e às ligações com os Hohenzollern. A princesa real Vitória do Reino Unido tentou casá-la com um dos seus irmãos, mas não conseguiu.
O marido escolhido de Carlota acabou por ser o príncipe-herdeiro Jorge de Saxe-Meiningen, com quem se casou no dia 18 de Maio de 1850. Jorge era o único filho varão do duque Bernardo II de Saxe-Meiningen e da sua esposa, a princesa Maria Frederica de Hesse-Cassel e tinha liderado um batalhão de Meiningen em apoio dos prussianos durante a Primeira Guerra de Schleswig em 1849. Depois de retomar a sua carreira militar em Berlim, ficou noivo de Carlota pouco tempo depois. A sua posição como sobrinha do rei Frederico Guilherme IV terá sido certamente o que mais chamou a atenção de Jorge. Foi um casamento por amor e o casamento aconteceu pouco tempo depois do noivado. Entre as prendas de casamento encontrava-se uma villa no Lago Como oferecida pela sua mãe Mariana, bem como uma colecção substancial de quadros e esculturas. Devido às suas ligações prussianas, o casal passou os cinco anos seguintes entre Berlim e Potsdam, regressando a Meiningen apenas para o nascimento dos seus filhos.

## Morte
No dia 27 de Janeiro de 1855, o seu segundo filho, Jorge, morreu. Carlota acabaria por segui-lo três meses depois, morrendo ao dar à luz. Jorge ficou inconsolável, mas acabaria por se voltar a casar com a princesa Feodora de Hohenlohe-Langenburg para dar uma mãe aos seus filhos. Sucedeu o seu pai como duque de Saxe-Meiningen em 1866, sete anos depois da morte de Carlota.

## Descendência
1. Bernardo III de Saxe-Meiningen (1 de abril de 1851 - 16 de janeiro de 1928), casado com a princesa Carlota da Prússia; com descendência.
2. Jorge Alberto de Saxe-Meiningen (12 de abril de 1852 - 27 de janeiro de 1855), morreu aos dois anos de idade.
3. Maria Isabel de Saxe-Meiningen (23 de setembro de 1853 - 22 de fevereiro de 1923), sem descendência.
4. Um filho (29 de março de 1855 - 30 de março de 1855).